# Жуантобе (Сузацький район)
Жуантобе́ (каз. Жуантөбе) — село у складі Сузацького району Туркестанської області Казахстану. Адміністративний центр Жуантобинського сільського округу.
У радянські часи село називалось Совхоз Жуантобе.
Населення — 1959 осіб (2021; 1645 у 2009, 1796 у 1999, 1846 у 1989).